# Amnon Lord
Amnon Lord (hebrejsky: אמנון לורד; narozen 1952, v kibucu Ejn Dor v Izraeli) je izraelský novinář. V mládí byl aktivistou hnutí Mír nyní (Šalom achšav). Později pracoval jako divadelní a filmový kritik listu Jedi'ot achronot. Když ve volbách v roce 1996 podpořil Benjamina Netanjahua, přišel o práci i o přátele. Později začal pracovat pro izraelský deník Makor rišon. Mezi jeho stěžejní díla patří kniha Izraelská levice: Od socialismu k nihilismu (2003).